# Mollisonia
Mollisonia é um gênero extinto de artrópode marinho do Cambriano . Quatro espécies foram descritas da América do Norte e da China . Estudos sugerem que é um membro basal de Chelicerata, um grupo que inclui caranguejos-ferradura e aracnídeos.  A análise do fóssil Mollisonia symmetrica de 500 milhões de anos, feita por Nicholas Strausfeld e uma equipe dos EUA e do Reino Unido revelou um sistema nervoso semelhante ao dos aracnídeos modernos, sugerindo que os aracnídeos podem ter se originado no mar, não na terra.